# Tàu ngầm lớp Kasatka
Tàu ngầm lớp Kasatka (tiếng Nga: Касатка) là một loại tàu ngầm của Đế quốc Nga. Có khoảng sáu chiếc trong lớp này được chế tạo từ năm 1904 đến năm 1905. Các tàu được thiết kế bởi I.G. Bubnov dựa trên tàu ngầm lớp Delfin. Đến năm 1910 thì tất cả các tàu được mang lên và nâng cấp lớn với động cơ diesel được thêm vào và tháp tiềm vọng được thiết kế mới thay thế tháp cũ.

## Lịch sử
Ngày 01 tháng 9 năm 1903, Hải quân Đế quốc Nga đã chi cho Bubnov 3000 rúp và yêu cầu ông thiết kế một loại tàu ngầm mới dựa trên tàu ngầm lớp Delfin, với tốc độ được tăng lên 14 knot và có thể trang bị các loại vũ khí hạng nặng. Ngày 20 tháng 12 năm 1903 thiết kế được phê duyệt bởi Ủy ban kỹ thuật biển và nhà máy đóng tàu Baltic đã bắt đầu đóng loại tàu này từ ngày 02 tháng 1 năm 1904. Có tổng cộng 6 tàu đã được đóng, với chi phí của chiếc đầu được trang trải từ việc đóng góp của dân chúng nhưng chủ yếu đến từ gia đình quý tộc Sheremetevs. Các tàu ngầm đã hoạt động tại Vladivostok cho đến năm 1915 sau đó chuyển cho Hạm đội Biển Đen. Quân Đức đã bắt được hai chiếc năm 1918 và chuyển cho Bạch Nga. Các tàu còn lại thuộc lớp này được cho ra khỏi biên chế và tháo dỡ trong năm 1922.